# Чубчик
Чубчик — четвёртый студийный альбом Бориса Гребенщикова (БГ). Вышел 18 сентября 1996 года.

## История создания
Альбом был записан в несколько этапов. Первый этап был ознаменован написанием музыки для митьковского мультфильма «Митьки никого не хотят победить, или Митькимайер» В. Шинкарёва и А. Флоренского, во время которого в студии ДК Связи были записаны песни «Сердце», «Шинкарёвский романс», «У кошки четыре ноги», «Чубчик» и «Пускай погибну безвозвратно», а также инструментал «Рататуй». На втором этапе с подачи друга БГ режиссёра Александра Кайдановского была придумана концепция альбома, и песни записывались уже в студии на Фонтанке, 39, где на плёнке остались зафиксированными песни «Миленький ты мой» и «Чёрный ворон». Эти песни записывались параллельно с записью альбомов «Пески Петербурга» и «Песни Александра Вертинского». К появившемуся набору песен прибавилась и песня «Нью-Йоркские страдания», записанная ещё на сессиях «Русского альбома» в Московском Доме Радио. Зимой 1995—1996 годов в студию группы «Аквариум» (которая находилась уже на Пушкинской, 10) пришёл Митя Шагин и предложил записать несколько песен для очередного митьковского сборника — «Весна на Заречной улице», «Тучи над городом встали», «Песня о встречном». После записи произошёл делёж, и «Тучи над городом стали», в частности, Гребенщиков целенаправленно взял для «Чубчика». Дополнили альбом песни «Станочек» (которая исполнялась Петром Лещенко) и «Счастье моё» (которую Гребенщиков с Курёхиным играли с начала 1980-х годов).

## В записи приняли участие
- Борис Гребенщиков — вокал, гитара, аранжировки
- Сергей Щураков — аккордеон, аранжировки
- Олег Сакмаров — кларнет, аранжировки
- Андрей Суротдинов — скрипка
- Алексей Зубарев — гитара
- Пётр Трощенков — барабаны
- Олег Гончаров — деревянные ложки, звукозапись

## Список композиций
1. Рататуй (1:03) (Б. Гребенщиков, С. Щураков) — инструментал
2. Сердце (5:28) (И. Дунаевский — В. Лебедев-Кумач)
3. Шинкарёвский романс (3:46) (Б. Гребенщиков, С. Щураков — В. Шинкарёв)
4. У кошки четыре ноги (0:53) (народная)
5. Чубчик (4:45) (авторы неизвестны)
6. Нью-Йоркские страдания (3:45) (Б. Гребенщиков)
7. Чёрный ворон (2:46) (народная)
8. Миленький ты мой (2:16) (народная)
9. Станочек (3:30) (Б. Прозоровский — Б. Тимофеев)
10. Тучи над городом встали (2:02) (П. Арманд)
11. Пускай погибну безвозвратно (5:01)[к 1] (народная[к 2])
12. Счастье моё (3:02) (Е. Розенфельд — Г. Намлегин)